# Resolution 502 des UN-Sicherheitsrates
Die Resolution 502 des UN-Sicherheitsrates war eine am 3. April 1982 verabschiedete Resolution, die sich mit dem Falklandkrieg beschäftigte.

## Inhalt und Zustandekommen
Sie brachte die Besorgnis über die argentinische Invasion der Falkland-Inseln zum Ausdruck. Sie forderte Argentinien und das Vereinigte Königreich zum sofortigen Einstellen der Feindseligkeiten auf und verlangte von Argentinien den vollständigen Truppenabzug.
Die Regierungen Argentiniens und Großbritanniens wurden dazu aufgefordert, nach einer diplomatischen Lösung des Konfliktes zu suchen.
Die Resolution war vom britischen Vertreter Anthony Parsons vorgelegt worden und wurde mit 10 zu 1 Stimmen bei 4 Enthaltungen angenommen.
Die Resolution 502 kam der britischen Regierung sehr entgegen, weil sich das Vereinigte Königreich so auf Artikel 51 der UN-Charta (Recht auf Selbstverteidigung) berufen konnte. Die Resolution wurde von Großbritannien und Mitgliedern der Europäischen Gemeinschaft unterstützt, die später auch ein Embargo gegen Argentinien verhängten.

## Abstimmungsergebnis
- Pro:  FRA,  GBR,  USA,  ZAI,  GUY,  IRL,  JPN,  JOR,  TGO,  UGA
- Contra:  PAN
- Enthaltung:  CHN,  POL,  ESP,  SUN